# José Joaquín Matos García
José Joaquín Matos García (Utrera, Sevilla, 6 de mayo de 1995) es un futbolista español. Juega de defensa y su equipo es la A. D. Ceuta F. C. de la Segunda División de España.

## Trayectoria
Formado en la cantera del Sevilla F. C., jugó en el juvenil hasta llegar al Sevilla Atlético, donde debutó en 2013.
Realizó la pretemporada a las órdenes de Unai Emery y en la temporada 2015-16 consiguió ascender a la Segunda División. El 1 de mayo de 2016, cuando acababa de cumplir 21 años, debutó con el primer equipo del Sevilla F. C. jugando ante el R. C. D. Espanyol.
En la temporada 2018-19 salió de la entidad sevillista y firmó por el Cádiz C. F. En la temporada 2019-20 fue cedido al F. C. Twente de la Eredivisie neerlandesa y en septiembre de 2020 al Málaga C. F.
Se desvinculó de la entidad gaditana en julio de 2021 y entonces se marchó al Burgos C. F. Tras acabar la temporada renovó por un año más otro opcional. Permaneció en el conjunto burgalés esas dos campañas y en julio de 2024 regresó al Cádiz C. F. Esta segunda etapa en el club solo duró una temporada, en la que jugó 27 partidos, y en julio de 2025 fichó por la A. D. Ceuta F. C.

## Estadísticas
Actualizado al último partido disputado el 18 de mayo de 2025.
| Club                        | Div.          | Temporada     | Liga  | Liga  | Copas nacionales | Copas nacionales | Copas internacionales | Copas internacionales | Total | Total |
| Club                        | Div.          | Temporada     | Part. | Goles | Part.            | Goles            | Part.                 | Goles                 | Part. | Goles |
| --------------------------- | ------------- | ------------- | ----- | ----- | ---------------- | ---------------- | --------------------- | --------------------- | ----- | ----- |
| Sevilla Atlético · España   | 2.ª B         | 2012-13       | 1     | 0     | —                | —                | —                     | —                     | 1     | 0     |
| Sevilla Atlético · España   | 2.ª B         | 2013-14       | 1     | 0     | —                | —                | —                     | —                     | 1     | 0     |
| Sevilla Atlético · España   | 2.ª B         | 2014-15       | 36    | 0     | —                | —                | —                     | —                     | 36    | 0     |
| Sevilla Atlético · España   | 2.ª B         | 2015-16       | 41    | 0     | —                | —                | —                     | —                     | 41    | 0     |
| Sevilla F. C. · España      | 1.ª           | 2015-16       | 1     | 0     | 0                | 0                | 0                     | 0                     | 1     | 0     |
| Sevilla F. C. · España      | Total club    | Total club    | 1     | 0     | 0                | 0                | 0                     | 0                     | 1     | 0     |
| Sevilla Atlético · España   | 2.ª           | 2016-17       | 40    | 0     | —                | —                | —                     | —                     | 40    | 0     |
| Sevilla Atlético · España   | 2.ª           | 2017-18       | 24    | 1     | —                | —                | —                     | —                     | 24    | 1     |
| Sevilla Atlético · España   | Total club    | Total club    | 143   | 1     | 0                | 0                | 0                     | 0                     | 143   | 1     |
| Cádiz C. F. · España        | 2.ª           | 2018-19       | 21    | 0     | 2                | 0                | —                     | —                     | 23    | 0     |
| F. C. Twente · Países Bajos | 1.ª           | 2019-20       | 2     | 0     | 0                | 0                | —                     | —                     | 2     | 0     |
| F. C. Twente · Países Bajos | Total club    | Total club    | 2     | 0     | 0                | 0                | 0                     | 0                     | 2     | 0     |
| Málaga C. F. · España       | 2.ª           | 2020-21       | 30    | 0     | 1                | 0                | —                     | —                     | 31    | 0     |
| Málaga C. F. · España       | Total club    | Total club    | 30    | 0     | 1                | 0                | 0                     | 0                     | 31    | 0     |
| Burgos C. F. · España       | 2.ª           | 2021-22       | 33    | 0     | 1                | 0                | —                     | —                     | 34    | 0     |
| Burgos C. F. · España       | 2.ª           | 2022-23       | 28    | 0     | 0                | 0                | —                     | —                     | 28    | 0     |
| Burgos C. F. · España       | 2.ª           | 2023-24       | 38    | 3     | 1                | 0                | —                     | —                     | 39    | 3     |
| Burgos C. F. · España       | Total club    | Total club    | 99    | 3     | 2                | 0                | 0                     | 0                     | 101   | 3     |
| Cádiz C. F. · España        | 2.ª           | 2024-25       | 27    | 1     | 0                | 0                | —                     | —                     | 27    | 1     |
| Cádiz C. F. · España        | Total club    | Total club    | 48    | 1     | 2                | 0                | 0                     | 0                     | 50    | 1     |
| A. D. Ceuta F. C. · España  | 2.ª           | 2025-26       | 0     | 0     | 0                | 0                | —                     | —                     | 0     | 0     |
| A. D. Ceuta F. C. · España  | Total club    | Total club    | 0     | 0     | 0                | 0                | 0                     | 0                     | 0     | 0     |
| Total carrera               | Total carrera | Total carrera | 323   | 5     | 5                | 0                | 0                     | 0                     | 328   | 5     |
| 1.                          |               |               |       |       |                  |                  |                       |                       |       |       |